# Jean-Baptiste Say
Jean-Babtiste Say (født 5. januar 1767, død 15. november 1832) var en fransk økonom, der er kendt for Says lov. Loven siger, at udbuddet aldrig kan overstige efterspørgslen. Hver gang folk sælger en vare (af udbuddet), får de kapital (penge) og skaber derved efterspørgsel, fordi de skal bruge deres penge. Udbuddet af varer indhenter altså aldrig efterspørgslen af varer. Forskere er dog uenige om det var Say, der første gang kaldte den Says lov.